# Анпилов, Виктор Иванович
Ви́ктор Ива́нович Анпи́лов (2 октября 1945, Белая Глина, Краснодарский край, СССР — 15 января 2018, Москва, Россия) — советский и российский политик, общественный деятель, журналист-международник, председатель Исполкома общественно-политического движения «Трудовая Россия» (1992—2012), почётный председатель движения «Трудовая Россия» (2012—2018).

## Биография
В 1960 году получил среднее образование в школе № 9 села Белая Глина Краснодарского края. После школы уехал поступать в ремесленное училище в Таганрог. Окончив училище по специальности слесарь, работал до 1964 г. слесарем-сборщиком на Таганрогском комбайновом заводе. Одновременно с работой на заводе учился в школе рабочей молодёжи.
С 1964 по 1967 год проходил срочную службу в Ракетных войсках стратегического назначения (Прикарпатский военный округ, сержант). 8 мая 1965 года награждён медалью «20 лет Победы в Великой Отечественной войне».
Окончил международное отделение факультета журналистики МГУ (1973). Член КПСС с 1972 года. Свободно владел английским, испанским и португальским языками.
После окончания университета уехал работать на Кубу переводчиком по линии
Всесоюзного производственного объединения «Зарубежнефтегазстрой» в кубинский Институт нефти. После возвращения в СССР с 1974 г. по 1978 г. — корреспондент районной газеты «Ленинец» Ленинского района Московской области.
С 1978 по 1984 год комментатор Главной редакции радиовещания на страны Латинской Америки Гостелерадио СССР.
В 1984—1985 гг. корреспондент в Никарагуа, в 1985 году вернулся на родину и снова стал работать в Гостелерадио, откуда уволился в 1991 году.

### Политическая деятельность
В 1990 году был избран депутатом Моссовета от 401-го Солнцевского избирательного округа Москвы, стал членом фракции коммунистов «Москва». Осенью 1990 учредил газету «Молния», издававшуюся «Движением коммунистической инициативы».
Участник учредительного съезда Российской коммунистической рабочей партии (РКРП), избран секретарём ЦК (1991), руководителем Московского горкома партии.
Один из создателей общественно-политического движения «Трудовая Россия» (1992), председатель исполнительного комитета. Публичный политик, организатор и активный участник многочисленных митингов в 1992—1993 годах, на которых призывал к свержению режима президента Б. Ельцина.
Во время октябрьских событий 1993 года был их активным участником на стороне Верховного Совета. Смог бежать из Москвы после 4 октября 1993 и скрывался в посёлке Прилепы Тульской области, где был арестован 7 октября 1993 года, однако 26 февраля 1994 годы был освобождён из следственного изолятора «Лефортово» согласно решению Госдумы об амнистии.
В октябре 1996 года был исключён из РКРП за попытку противопоставить своё движение партии (в преддверии президентских выборов Анпилов от имени «Трудовой России» подписал соглашение о совместных действиях в поддержку лидера КПРФ Геннадия Зюганова).
На выборах в Государственную Думу 1999 года организации Анпилова и Виктора Илюхина набрали менее 1 % голосов. Эксперт Фонда Карнеги Андрей Рябов отметил, что в программе Виктора Анпилова больше государственно-диктаторских, а не леворадикальных идей.
18 марта 2001 года участвовал в довыборах депутата Госдумы 3 созыва по 106-му Коломенскому одномандатному избирательному округу. За него проголосовали 13 % избирателей (в этом округе победил Геннадий Гудков).
В середине 2003 года Анпилов получил предложение от Владимира Жириновского войти в тройку партийного списка ЛДПР для участия в выборах в Госдуму 2003 года, однако в дальнейшем руководство ЛДПР отказалось от этой идеи. Согласно Д. Митиной, Анпилов «сознательно отказался от гарантированного места в тройке и мандата от ЛДПР, потому что ТрудРоссия была против».
В декабре 2003 года руководитель «Трудовой России» заявил о намерении подать в ЦИК документы о самовыдвижении в качестве кандидата на пост президента России, однако позже отказался участвовать в выборах, мотивировав своё решение «определёнными событиями», которые происходят в стане политических оппонентов Владимира Путина.
Летом 2005 года Анпилов заявил, что выставит свою кандидатуру на очередных довыборах в Госдуму, но в итоге так и не представил необходимых для регистрации документов.
В середине 2000-х годов Анпилов ненадолго сблизился с российской несистемной оппозицией. В 2006—2007 годах принимал участие в совещаниях и митингах общественного движения «Другая Россия». Одно время был участником «Маршей несогласных». В марте 2007 года перестал принимать участие в функционировании «Другой России», ибо не посчитал для себя возможным участвовать в «акциях, которые проводятся без цели, без программы и непонятно зачем».
4 февраля 2012 года Анпилов с партийцами из «Трудовой России» пришли на митинг в поддержку Владимира Жириновского. Свой выбор в пользу Жириновского Анпилов объяснил как желание кандидата в президенты провозгласить парламентскую республику и уменьшить роль президента. Также Анпилов утверждал, что Жириновский, в отличие от Зюганова, «не бронзовеет» на ходу и слов на ветер не бросает, а 9 февраля был официально зарегистрирован как доверенное лицо кандидата в Президенты РФ Владимира Жириновского
(в списке доверенных лиц значился под номером 24 из 30 и в статусе «основное место работы — пенсионер»).
В 2014 году поддержал российскую аннексию Крыма.
Осенью 2017 года выступил в поддержку Павла Грудинина с целью выдвижения в кандидаты в Президенты, которого впоследствии выдвинула КПРФ. 7 января 2018 года на Красной площади Виктор Анпилов был задержан сотрудниками полиции за одиночный пикет в поддержку кандидата от КПРФ. По словам Сергея Удальцова, Анпилов планировал стать доверенным лицом Грудинина.
13 января 2018 года отправился на встречу с Грудининым, однако из-за обширного инсульта был госпитализирован в Московский городской научно-исследовательский институт скорой помощи имени Н. В. Склифосовского. Находился в коме. Скончался 15 января 2018 года. Президиум ЦК КПРФ выразил соболезнования соратникам, родным и близким Анпилова.
20 января в ритуальном зале на Троекуровском кладбище прошло прощание с Анпиловым. Пришло много активистов левых движений, КПРФ. На прощании присутствовал депутат фракции КПРФ в Государственной Думе Сергей Шаргунов, известные деятели левопатриотической оппозиции Сергей Бабурин и Сергей Удальцов.
«Романтиком марксизма» называл его Рустем Вахитов.

## Личная жизнь
Был женат с 1975 года. Супруга — Вера Емельяновна Анпилова.
Дочь — Анастасия, сын — Сергей.

## В массовой культуре
Образ главного героя фильма Александра Баширова «Железная пята олигархии» частично основан на личности Виктора Анпилова.